# Mandschurische Aprikose
Die Mandschurische Aprikose (Prunus mandshurica) ist eine Pflanzenart aus der Gattung Prunus in der Familie der Rosengewächse (Rosaceae).

## Beschreibung

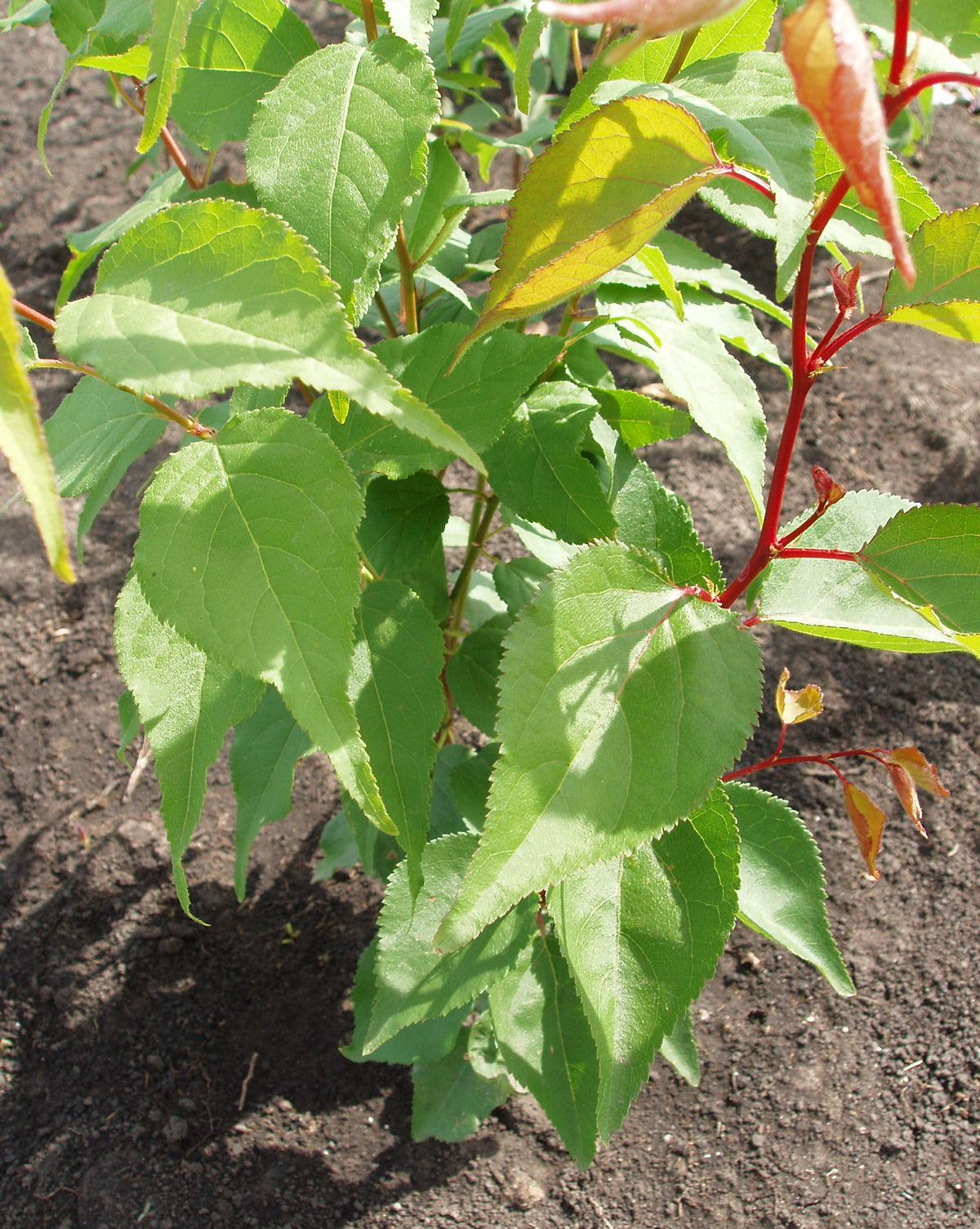
Laubblätter

### Vegetative Merkmale
Die Mandschurische Aprikose wächst als laubabwerfender Baum und erreicht Wuchshöhen von 5 bis 15 Metern. Die dunkelgraue Borke ist tief gespalten. Die Rinde der Zweige ist rötlich-braun bis grünlich und kahl. Die einzeln seitenständig stehenden, violett-braunen Winterknospen sind bei einer Länge von 2 bis 4 Millimetern eiförmig mit stumpfem oberen Ende und die Ränder der Knospenschuppen sind kahl bis flaumig behaart.
Die wechselständig an den Zweigen angeordneten Laubblätter sind in Blattstiel und Blattspreite gegliedert. Der Blattstiel ist flaumig behaart und 1,5 bis 3 Zentimeter lang. Häufig sind zwei Nektarien am Blattstiel vorhanden. Die einfache Blattspreite ist bei einer Länge von 5 bis 12, selten bis zu 15 Zentimetern sowie einer Breite von 3 bis 6, selten bis zu 8 Zentimetern breit-eiförmig bis breit-elliptisch mit breit-keilförmiger, gerundeter oder manchmal herzförmiger Basis und zugespitztem bis geschwänztem oberen Ende. Die Blattränder sind spitz unregelmäßig doppelt gesägt. Beide Blattflächen sind kahl oder flaumig behaart, aber meist verkahlend und meist auf der Blattunterseite bleiben die Blattadern behaart. Es sind Nebenblätter vorhanden.

### Generative Merkmale
Die Blütezeit reicht von April bis Mai. Die Blüten öffnen sich vor der Entfaltung der Laubblätter. Die Blüten stehen einzeln. Der sieben bis zehn Millimeter lange Blütenstiel ist manchmal anfangs spärlich flaumig behaart und später oder die ganze Zeit kahl.
Die zwittrige Blüte ist bei einem Durchmesser von zwei bis drei Zentimetern radiärsymmetrisch und fünfzählig mit einer doppelten Blütenhülle. Der glockenförmige Blütenbecher (Hypanthium) ist rötlichbraun außen meist kahl. Die fünf freien Kelchblätter überlappen sich dachziegelartig. Die rötlichbraunen und außen meist kahlen Kelchblätter sind länglich bis elliptisch-länglich mit stumpfem bis spitzem oberen Ende; ihr Rand ist unauffällig fein gesägt. Die fünf freien Kronblätter überlappen sich dachziegelartig. Die rosafarbenen oder weißen Kronblätter sind breit verkehrt-eiförmig bis fast kreisförmig. Die vielen Staubblätter sind fast so lang bis etwas länger als die Kronblätter. Die freien Staubfäden sind fadenförmig. Der oberständige, einkammerige Fruchtknoten ist dicht flaumig behaart und enthält zwei hängende Samenanlagen. Der einzelne Griffel ist länglich.
Die Früchte reifen von Mai bis Juli. Die bei einem Durchmesser von 1,5 bis 2,6 Zentimetern seitlich abgeflachte, fast runde Steinfrucht ist flaumig behaart. Die bei Reife gelbe oder manchmal weiß getönt rote Fruchtschale ist manchmal rot gepunktet. Das fleischige bis trockene Mesokarp ist duftend. Das Endokarp ist hart. Der bei einer Länge von 1,3 bis 1,8 Zentimetern sowie einer Breite von 1,1 bis 1,8 Zentimetern relativ kleine Steinkern ist seitlich abgeflacht fast kugelig bis breit-ellipsoid mit fast symmetrischer Basis und stumpfem bis stachelspitzigem oberen Ende. Die Oberfläche des Steinkerns ist etwas runzelig.

## Vorkommen
Die Mandschurische Aprikose kommt in Russlands Fernen Osten nur in der Region Primorje, in Korea und in den chinesischen Provinzen Heilongjiang, Jilin sowie Liaoning vor. In China gedeiht Prunus mandshurica Mischwäldern, im Dickicht, Bergregionen sowie an offenen sonnigen Hängen in Höhenlagen von 200 bis 1000 Metern.

## Systematik und Verbreitung
Die Erstbeschreibung erfolgte 1883 als Varietät der Prunus armeniaca L. var. mandshurica Maxim. durch Maximowicz in Bulletin de l'Academie Imperiale des Sciences de St-Petersbourg, Séries 3, 29, 1, Seite 87 (Basionym). Den Rang einer Art Prunus mandshurica (Maxim.) Koehne hat sie 1893 durch Bernhard Adalbert Emil Koehne in Deutsche Dendrologie, Seite 317 erhalten. Das Artepitheton mandshurica verweist auf das Verbreitungsgebiet in der Mandschurei. Weitere Synonyme für Prunus mandshurica (Maxim.) Koehne sind: Armeniaca mandshurica (Maxim.) Skvortsov, Prunus mandshurica var. barbinervis Nakai.
Die Mandschurische Aprikose (Prunus mandshurica) gehört wie die Aprikose (Prunus armeniaca), die Japanische Aprikose (Prunus mume) und die Sibirische Aprikose (Prunus sibirica) zur Sektion Armeniaca in der Untergattung Prunus innerhalb der Gattung Prunus.
Von Prunus mandshurica gibt es zwei Varietäten:
- Prunus mandshurica var. glabra Nakai (Syn.: Armeniaca mandshurica var. glabra (Nakai) T.T.Yu & L.T.Lu)[1]
- Prunus mandshurica (Maxim.) Koehne var. mandshurica (Syn.: Armeniaca mandshurica (Maxim.) Skvortsov var. mandshurica)[1]

## Trivialnamen in anderen Sprachen
Der chinesische Trivialname ist 东北杏,  dōng běi xìng.
Der englischsprachige Trivialname ist Manchurian apricot.

## Nutzung
Das Holz der Mandschurischen Aprikose ist sehr hart.
Die Früchte reifen von Mai bis Juli. Die Früchte, besonders die von großfrüchtigen Ausleseformen, sind essbar. Großfrüchtige Formen schmecken etwas fleischig bis trocken, sauer oder etwas bittersüß. Der Samen schmeckt bitter, selten süß.